# Marehill
Marehill – osada w Anglii, w hrabstwie West Sussex, w dystrykcie Horsham. Leży 25 km na północny wschód od miasta Chichester i 67 km na południe od Londynu.